# センデロ・ルミノソ
センデロ・ルミノソ（Sendero Luminoso、スペイン語で“輝ける道”の意）は、ペルーの極左ゲリラ組織。毛派共産党。正式名称「ペルー共産党」。
1920年代にラテンアメリカ全体でも知名度のあるマルクス主義思想家として活動したホセ・カルロス・マリアテギが、インディヘニスモに近い立場から独自の革命理論を説いた理論書『マリアテギの輝ける道』に因んで命名された。1969年に組織され、「農村が都市を包囲する」という毛沢東思想を掲げて、テロを繰り返している。一時、ペルーの国土の3分の1を制圧したこともあるが、その活動や統治の冷酷さから「南米のポル・ポト派（クメール・ルージュ）」とも呼ばれるほど恐れられた。積極的取締政策を行ったアルベルト・フジモリ大統領時代に弱体化したため、同氏又はその娘のケイコ・フジモリに投票しないように主張するテロを行っている。

## 概要

### 結成
1970年、ペルー共産党中国派からアビマエル・グスマン率いる毛沢東思想を標榜する分派が分かれ、彼らによって結成された。経済的に停滞しているアンデス地域のアヤクーチョ県を根拠地とし、政府の目の届かない山地の学校に浸透して、教師、その教え子や家族、同僚を仲間に引き込んだ。そして1976年の毛沢東死後の鄧小平の改革開放路線を「修正主義」と断罪。指導者アビマエル・グスマンを「唯一の社会主義革命の継承者」と唱え、独自の革命路線を展開し、1980年頃までに戦闘部隊やフロント組織を整備していった。
1980年に行われた総選挙をボイコットし、投票箱を破壊するなどして武装闘争を開始。農村を拠点にテロの恐怖により勢力を広げ、無差別機銃掃射や、拉致行為を行った。1982年、ペルー政府はアヤクーチョ県一帯に戒厳令を公布、軍隊を投入して制圧に乗り出した。

### 再編

センデロ・ルミノソの活動範囲

アヤクーチョ県一帯はやがて政府軍に制圧されたため、センデロ・ルミノソはさらに山深いウアンカヨ渓谷に逃れた。当地でコカインの原料となるコカの葉を生産していた小農民を保護し、彼らの用心棒としてふるまうことで4億ドルともいわれる収入源を手に入れた（センデロ・ルミノソはその行動の過激さなどから、外国や他の左翼組織から支援を受けていなかったとされる）。
このことをきっかけに組織を再編し、1983年には山間部の村や町において一斉にテロ攻撃を仕掛け、一時はペルーの国土の3分の1を制圧したこともあると言われ、その活動地域周辺のアンデス地域の農村・山村は荒廃し、いわゆる国内難民となった人々は首都のリマなどコスタ（沿岸部）の都市部に押し寄せた。また、作家で元MI5に所属していたジョン・ル・カレによると、制圧した地域から産出されるコバルトと引き換えに、モサドがイスラエル製武器を供給していたとされる。

### 都市部進出

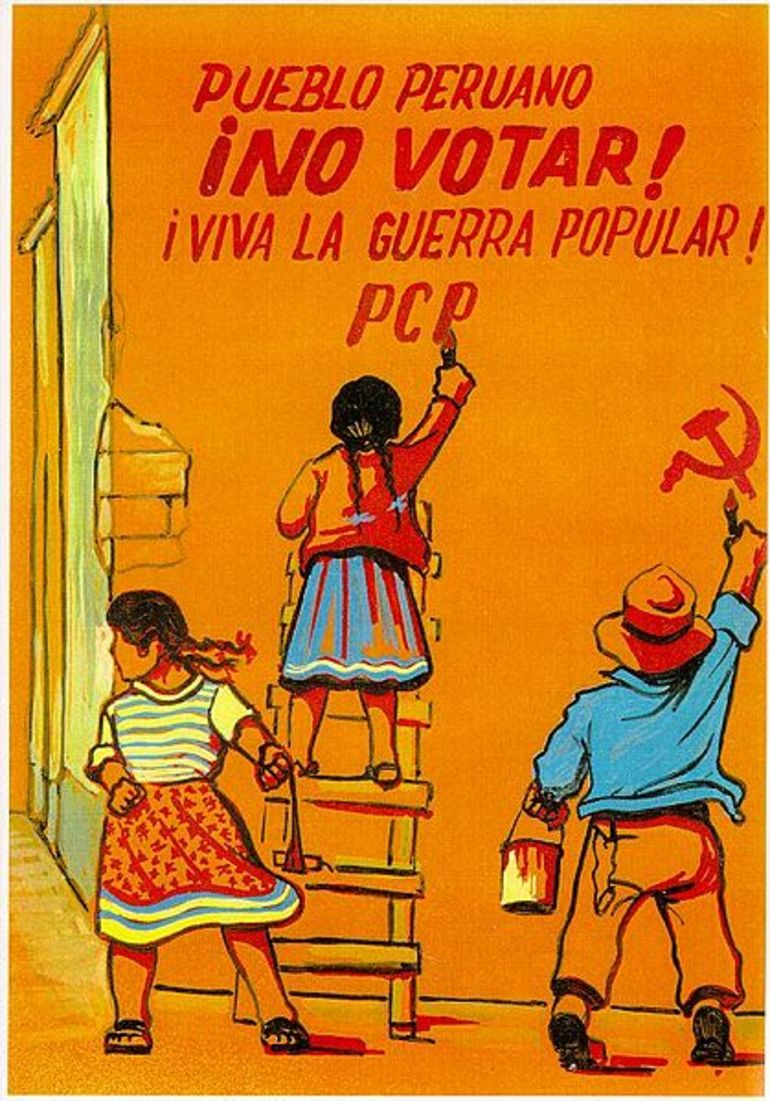
センデロ・ルミノソのポスター

1984年から都市部でも活動を開始。1987年からはリマ市の労働組合やスラムに浸透し、従わない者は殺害していった。翌年からは市内でのテロ活動をさらに強化し、反修正主義と前衛党理論の立場から「センデロ・ルミノソ以外の人間は全て敵とみなす」という指導者アビマエル・グスマンの教示に従って、アメリカなどの非共産圏出身者のみならず、ソ連や中華人民共和国や北朝鮮出身者、さらにはMRTAなどのペルーの左翼活動家にまで危害を加え始めるに至った。
また、同時期には極左ゲリラに対する政府軍の攻勢が激化し、センデロやMRTAの根拠地破壊のための農村部での無差別な軍事行動のために、農村部での死傷者は激増した（ペルー内戦）。

### 過激化
1990年にアルベルト・フジモリ大統領が登場して以降もますます行動は過激化し、国会議員5人を暗殺し、さらには日産自動車リマ支店襲撃事件などが引き起こされた。翌年には日本、イスラエル、アメリカの大使館を同時に爆弾攻撃し、国際協力事業団（JICA）の日本人農業技術専門家3人を襲撃し殺害する事件を起こした。
しかし、センデロの伸張ぶりに危機感を覚えたCIAによって警察当局は支援されるようになり、アビマエル・グスマンをはじめ7人の幹部が1992年に逮捕される（グスマン逮捕時には7000名のメンバーを擁し、毎日のようにテロ行為を行っていたとされる）。彼の逮捕後は最高幹部会のメンバーによる合議制で運営されていたが、1993年には「反テロ法」の制定によって有力メンバーが次々逮捕されて以後、グスマンが獄中から停戦宣言を出したこともあり弱体化していった。
フジモリ大統領失脚後は勢力を盛り返し、2002年3月にはアメリカ大使館前で自動車爆弾の爆発事件を起こした。2004年からは警察関係者に対する襲撃事件やゲリラ的な街宣活動を度々敢行するなど、単発で小規模ながらも武力闘争路線を堅持していたが、2010年12月には残党勢力のリーダーであるフロリンド・フロレス（アルテミオとも）が敗北を認め、投降するための和平交渉を政府に呼びかけた。ペルー政府はこれを拒否し、2012年2月13日には銃撃戦の末、同氏の身柄を拘束した。拘束を受けてオジャンタ・ウマラ大統領は、テレビ放送にて「センデロ・ルミノソはもはやペルーにとって脅威ではない。」と演説を行った。

### 現在
現在はセンデロ・ルミノソでただ一人捕捉されていない大物幹部ホセことビクター・パロミノが残党勢力を率いている。現在も存続してはいるが、その活動拠点は、東部のセルバ（熱帯雨林）地帯に限定され、現在は500人規模にまで組織の人数は減っているという。2018年6月9日、パロミロを中心に強硬派でもあるペルー人民解放軍（MPCP）を結成し内部分裂が起きたためセンデロ・ルミノソは事実上の活動停止になった。
2021年9月11日、服役中だった最高指導者のアビマエル・グスマンが死去した。

## 関連映画
- ダンス・オブ・テロリスト - センデロ・ルミノソを題材にした2002年の映画。監督はジョン・マルコヴィッチ、主演はハビエル・バルデム。